# Hôtel de ville de Saintes
L’hôtel de ville de Saintes est un édifice public de la ville de Saintes, chef-lieu d'arrondissement du département de la Charente-Maritime, en France. Il accueille les institutions communales depuis 1874.

## Description
La ville de Saintes obtient très tôt des privilèges lui permettant de se constituer en commune. Une charte de liberté communale est accordée aux bourgeois en 1199 par la duchesse Aliénor d'Aquitaine ; privilège confirmé une fois la ville repassée sous le contrôle des souverains capétiens à l'issue de la guerre de Cent Ans.
Au XVe siècle, la gestion des affaires publiques est confiée à un maire, épaulé par un collège de 25 échevins. Cette époque voit la construction (ou la reconstruction) de la maison de l'échevinage, siège des institutions communales. Doté d'un beffroi, le bâtiment symbolise la puissance municipale émergente.
En 1832, la municipalité décide le transfert de l'hôtel de ville à l'ancien doyenné du chapitre épiscopal. Quelques années plus tard, en 1871, les bâtiments sont ravagés par un incendie qui consume également la bibliothèque et une partie des archives communales.
La reconstruction de l'édifice est confiée à l'architecte Charles Brouty et les travaux achevés en 1874.
L'actuel hôtel de ville s'inspire de l'architecture classique française. La partie inférieure du corps de bâtiment forme une galerie surmontée d'une loggia, tandis que la travée axiale, cantonnée de deux colonnes ioniques, est surmontée d'un fronton orné des armes de la ville. Ce dernier est prolongé par un édicule en forme de lanternon coiffé d'un dôme en pierre.
Deux ailes latérales aux lignes plus austères encadrent une cour d'honneur entièrement pavée.

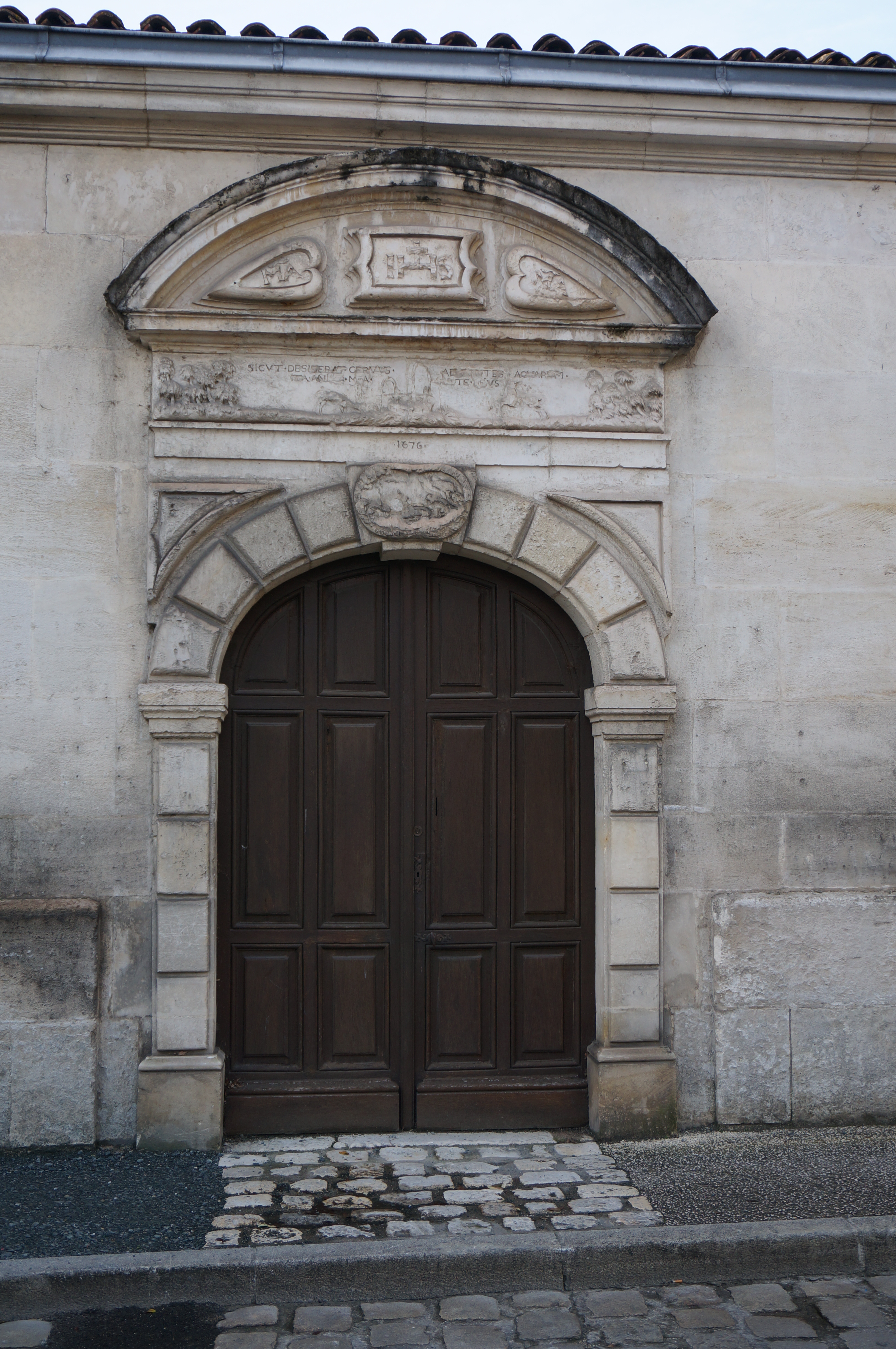
porte de 1676, collège de Jésuites.
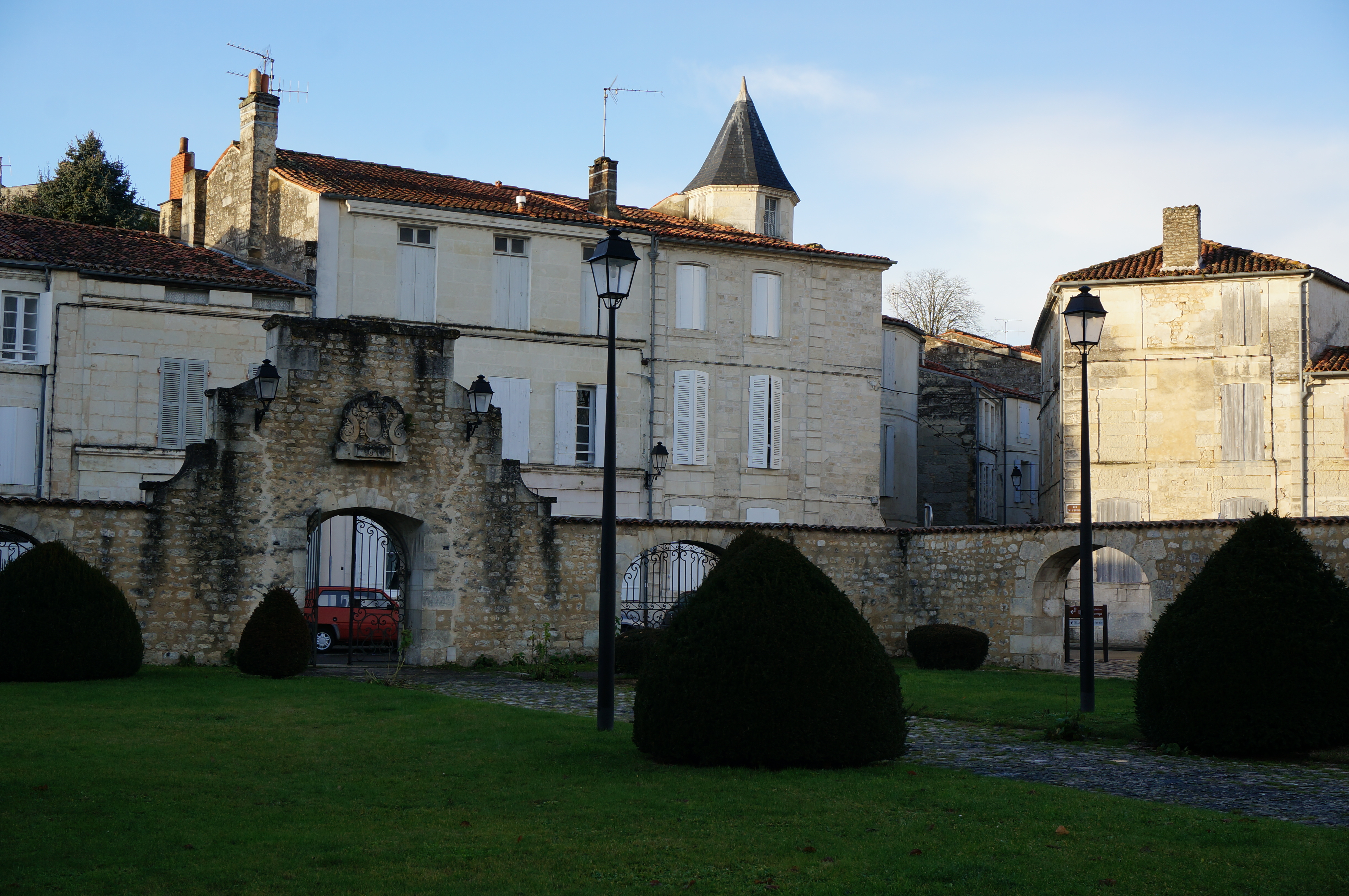
Parc de l'Hôtel-de-ville.
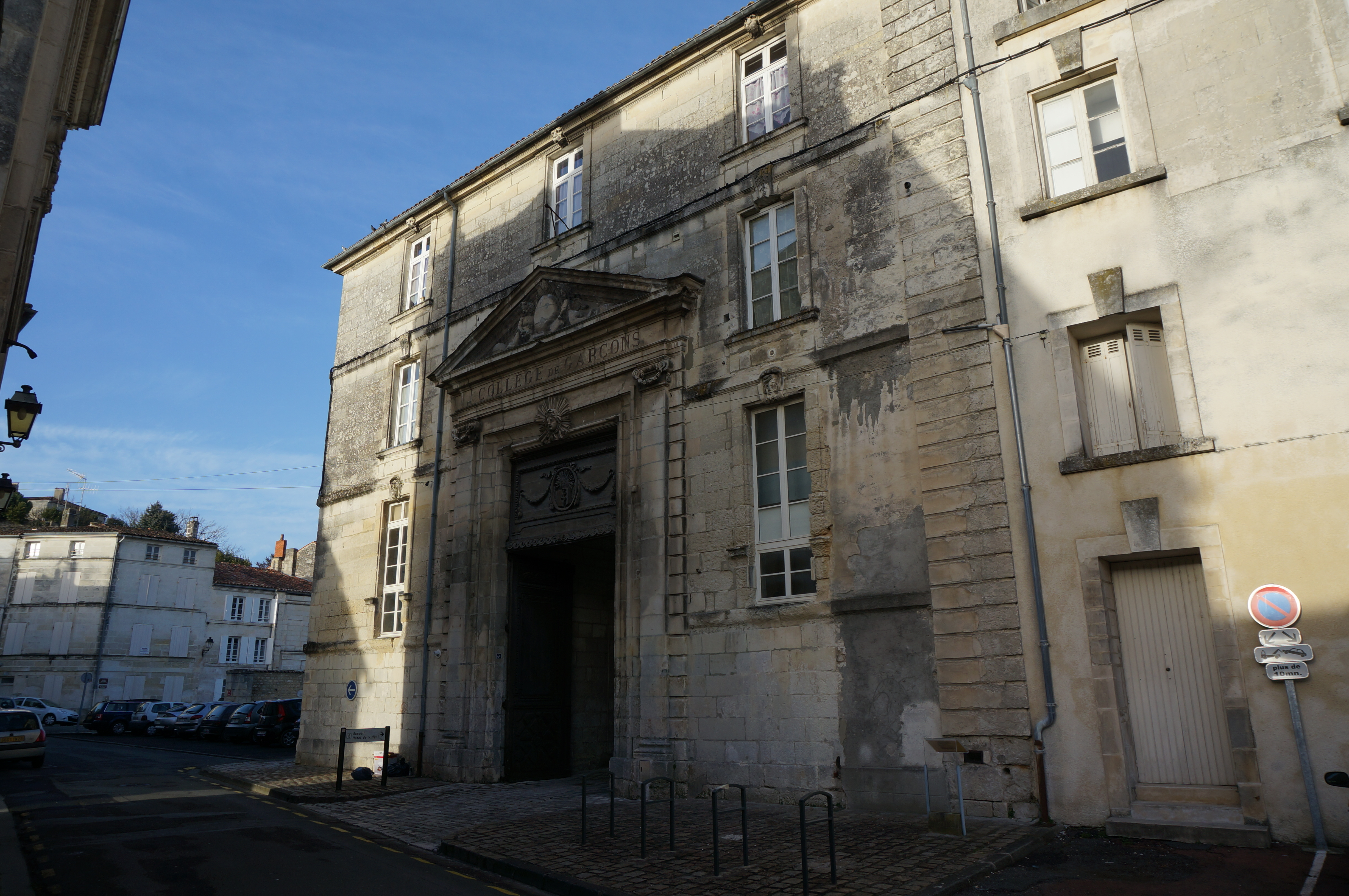
Porte de l'ancien collège de garçons, entrée sur le parc.
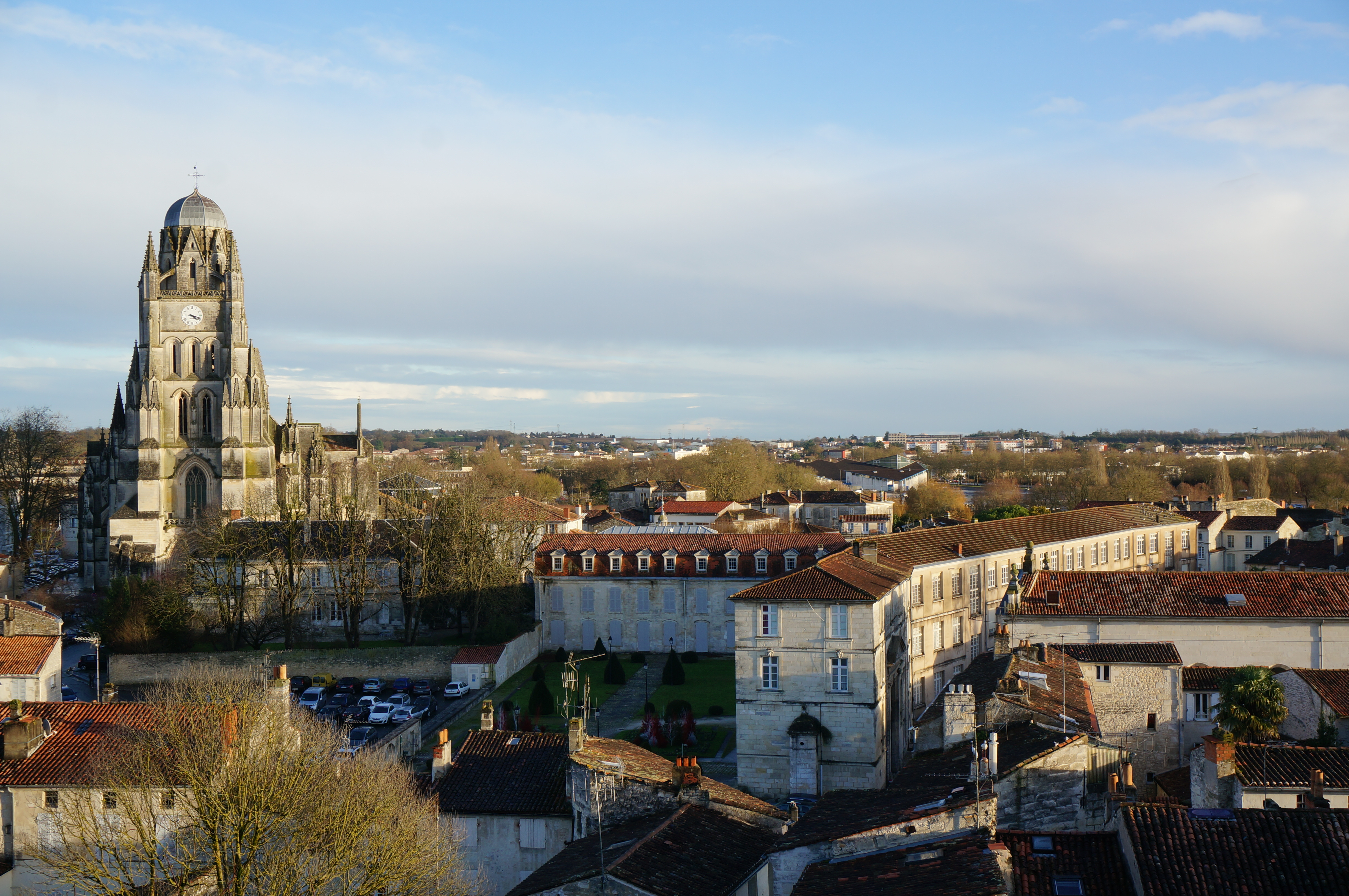
Vue de l'arrière de l'Hôtel-de-ville et du parc.